# Línea SE850 (EMT Madrid)
El Servicio Especial (S.E.) codificado como SE850 de la EMT de Madrid unía Méndez Álvaro con la Plaza de Cibeles entre el 9 y el 11 de junio de 2023.

## Características
Esta línea unía sin paradas Méndez Álvaro con la Plaza de Cibeles, para facilitar los desplazamientos de vuelta desde el Primavera Sound Festival.

### Frecuencias
| Noche del 9 al 10 de junio  |             |
| de 3:00 a 6:00              | cada 15 min |
| Noche del 10 al 11 de junio |             |
| de 4:00 a 6:00              | cada 15 min |

## Paradas
| Código | Parada                       | Coincidente con | Conexiones con Metro y Cercanías |
| ------ | ---------------------------- | --------------- | -------------------------------- |
| 2918   | Estación Sur                 |                 | Méndez Álvaro                    |
| 5727   | CIBELES (Paseo del Prado, 1) | N2 N3           | Banco de España                  |